# Wernisaż (album)
Wernisaż – pierwszy album studyjny polskiej piosenkarki Danuty Stankiewicz wydany 12 czerwca 1990 roku nakładem wytwórni Polskie Nagrania.

## Lista utworów
Strona a:
1. Wernisaż (Raimonds Pauls - Jacek Bukowski)
2. Pół ciebie, pół mnie (Janusz Sent - Jacek Korczakowski)
3. Dzień jeszcze długi (Raimonds Pauls - Andrzej Jarecki)
4. Nadchodzi świt (Ryszard Szeremeta - Anna Warecka)
5. Skrzypek na dachu (Raimonds Pauls - Jacek Korczakowski)

Strona b:
1. A jednak czasem mi żal (Marian Zimiński - Janusz Kondratowicz, Anna Gmitrzuk)
2. Po co mi, na co mi (Władimir Kuźmin - Jacek Korczakowski)
3. Gorzkie pocałunki (Marek Stefankiewicz - Agnieszka Osiecka)
4. Nieznajome dni (Igor Nikołajew - Anna Warecka)
5. Pekaesem (Aleksander Mazur - Andrzej Kuryło)

## Charakterystyka albumu
Album Wernisaż to zbiór nagrań Danuty Stankiewicz dokonanych w latach 1987-1990 dla Polskiego Radia w Warszawie. Na płytę złożyły się zarówno przeboje jak i piosenki premierowe. Cztery utwory z płyty pierwotnie wykonywane były w języku rosyjskim i lansowane w ZSRR przez tamtejszych artystów, lecz na zlecenie Polskiego Radia do utworów dopisano polski tekst i powierzono ich wykonanie Danucie Stankiewicz. Płytę promowało pięć singli a trzy z nich zostały zaprezentowane podczas dwóch edycji Festiwalu Polskiej Piosenki w Opolu. W marcu 1990 premierę miał recital telewizyjny poświęcony w całości promocji płyty. Album oryginalnie ukazał się w formie płyty gramofonowej (Muza SX 2876), oraz kasety magnetofonowej (Muza CK 990), natomiast w 2015 miał swoją premierę w serwisach streamingowych.

## Występy na KFPP w Opolu z piosenkami z albumu
- XXIV KFPP Opole '87 (Od Opola do Opola) – Pół ciebie, pół mnie[7]
- XXVl KFPP Opole '89 (Gwiazdy i piosenki) – A jednak czasem mi żal[7]
- XXVl KFPP Opole '89 (Premiery) – Gorzkie pocałunki[7]

## Muzycy
- Danuta Stankiewicz – śpiew
- Orkiestra Polskiego Radia i Telewizji Studio S1 – akompaniament

## Realizatorzy
- Zdjęcie na okładce – Marek Czudowski
- Projekt okładki – Maria Ihnatowicz